# Sawang Laut
Sawang Laut is een bestuurslaag in het regentschap [[[Karimun (regentschap)|Karimun]] van de provincie Riau-archipel, Indonesië. Sawang Laut telt 2.497 inwoners (volkstelling 2010).